# Pfeiffers syndrom
Pfeiffers syndrom är ett syndrom som kännetecknas av medfödda missbildningar i ansikts- och huvudskelettet som uppkommer för att skallens sömmar slutits för tidigt under fostertiden, vilket kallas kraniosynostos. Drabbade har ett karaktäristiskt utseende med vattenskalle, korta tummar och stortår, och utstående, nedsluttande ögon. Syndromet uppkommer till följd av en mutation på genen FGFR2 på kromosom 10 (10q25q26), vilket också kan ge andra, liknande syndrom. Sjukdomen är autosomalt dominant ärftlig.